# Discografia formației Trooper

## Albume de studio
- Trooper I (2002)
- Desant (2005)
- Electric (2006)
- Rock'n'roll pozitiv (2008)
- Vlad Țepes - Poemele Valahiei (2009)
- Voodoo (2011)
- Atmosfera (2013)
- În ziua a opta (2016)
- Ștefan cel Mare - Poemele Moldovei (2018)
- Strigăt (Best of 2002-2019) (2019)

### Trooper I
A fost lansat pe 17 octombrie 2002, împreună cu primul album de studio al formației M.S., "Rugina nu moare".

#### Tracklist
1. "Strigăt" (6:52)
2. "Încă o luptă" (5:18)
3. "Nu mai pot (să mai stau în loc)" (5:18)
4. "Cum vreau eu" (3:45)
5. "Ultima noapte a condamnatului la moarte" (4:40)
6. "Tari ca munții" (4:46)
7. "Totul e fals" (8:23)
8. "Nori de hârtie" (3:35)
9. "Pentru tot ce-a fost" (4:45)
10. "Dorința" (3:18)

#### Componenți
- Alin "Coiotu" Dinca - voce
- Aurelian "Balaurul" Dinca - chitară
- Laurențiu Popa - chitară
- Ionuț "Oscar" Rădulescu - chitară bas
- Ionuț "John" Covalciuc - baterie

### Desant
Inițial, albumul a fost înregistrat în toamna anului 2004, dar întreg materialul a fost pierdut din cauza defectării harddisk-ului pe care erau stocate toate proiectele, astfel, el a fost reînregistrat în martie 2005 și lansat pe Internet. Toate piesele au fost încărcate în perioada 28 martie - 7 aprilie.
Întregul album este disponibil pentru download gratuit de pe site-ul formației.
„Ajutor” este o preluare după Metropol; a apărut prima dată pe albumul Metropol 3, editat de Electrecord în 1981.
Termenul desant definește o subdiviziune militară, transportată pe calea aerului sau pe mare și lansată în spatele frontului inamic în vederea îndeplinirii unor misiuni de luptă.

#### Lista pistelor
1. De la începuturi (4:32)
2. Scandal (3:37)
3. Desant (3:41)
4. Vreau (3:00)
5. Zorii unei zile noi (5:02)
6. Ce a fost a fost (3:50)
7. Doar a mea (4:57)
8. Amintiri (4:50)
9. Un singur drum (2:57)
10. Politicieni (4:37)
11. Iarba din mine (3:43)
12. Un loc (1:48)
13. Orizonturi (4:38)
14. Ajutor (4:51)
15. Cantecul lebedei (3:09)
16. Inca un strigat (5:04)

#### Componență
- Alin "Coiot" Dinca - voce
- Aurelian "Balaurul" Dinca - chitară
- Laurențiu Popa - chitară
- Ionuț "Oscar" Rădulescu - chitară bas
- Ionuț "John" Covalciuc - baterie

### Electric
Discul a fost înregistrat în perioada iulie-august 2006, în studiourile "Vița de Vie" și "Trooper", iar mixajul și masterizarea la Sonar Studio. Electric a fost lansat pe 3 noiembrie 2006, printr-un concert la Casa de Cultură a Studenților. 

#### Tracklist
1. Electric intro (01:04)
2. Fiecare zi (03:54)
3. Dispari din ochii mei (04:42)
4. Oriunde mă voi duce (04:04)
5. În visul meu (03:40)
6. Nu mai contează (04:15)
7. Când noaptea mi te va răpi (06:10)
8. Promisiuni (03:16)
9. Hei tu (03:51)
10. Rătăcit pe drumul vieții (05:23)
11. Poate că timpul (04:03)
12. În stele (partea I) (11:18)
13. Mâine vom ști (03:24)
14. Plaja amintirilor (04:33)
15. Testament (04:13)
16. O viață este prea mult (10:50)

#### Componență
- Alin "Coiotu" Dinca - voce
- Aurelian "Balaurul" Dinca - chitară
- Laurențiu Popa - chitară
- Ionuț "Oscar" Rădulescu - chitară bas
- Ionuț "John" Covalciuc - baterie

### Rock'n'roll pozitiv
Albumul are un sunet diferit față de materialele discografice anterioare și, așa cum obișnuiește formația, discul îmbină noul cu vechiul într-un mod fericit, menținând astfel standardul compozițional si interpretativ Trooper. Discul a fost lansat pe 28 noiembrie 2008 printr-un concert în București, la Casa de Cultură a Studenților.

#### Tracklist
1. - Old school, baby!
2. - Nu trebuie să vrei
3. - 17:00
4. - Moartea albă
5. - Cât am așteptat
6. - Verset uitat
7. - Rock'n'roll
8. - În altă lume
9. - Mai stai
10. - Înger în lume
11. - Înapoi
12. - Outro

## Componență
- Alin "Coiotu'" Dinca - voce
- Aurelian "Balauru'" Dinca - chitară
- Laurențiu Popa - chitară
- Ionuț "Oscar" Rădulescu - chitară bas
- Ionuț "John" Covalciuc - baterie

## Albume live
- 15 (2010)

## EP-uri
- Trooper's demo (1997)
- Demo 2001 (2001)
- EP 2002 (2002)
- EP 2004(2004)
- Gloria – Tribut pentru Iris (2006)

### EP 2002
Este prima realizare discografică a trupei lansată prin casa de discuri HMM. EP-ul conține 4 piese, dintre care 3 creații proprii și un cover Voltaj, a unei piese ce a avut mare succes în anii '82-'83, "Nori de hârtie".

#### Tracklist
1. Strigăt (6:52)
2. Încă o luptă (5:18)
3. Nori de hârtie (3:35)
4. Totul e fals (8:23)

#### Componență
- Alin "Coiot" Dinca - voce
- Aurelian "Balaurul" Dinca - chitară
- Laurențiu Popa - chitară
- Ionuț "Oscar" Rădulescu - bas
- Ionuț "John" Covalciuc - baterie

### EP 2004
Este al doilea EP al formației. El a fost autoprodus și distribuit numai la concertele formației și prin comandă on-line.

#### Tracklist
1. Pentru Tine
2. Vant Calator
3. Ce A Fost A Fost
4. Posedat
5. Ajutor
6. Amintiri

#### Componență
- Alin "Coiot" Dinca - voce
- Aurelian "Balaurul" Dinca - chitară
- Laurențiu Popa - chitară
- Ionuț "Oscar" Rădulescu - bas
- Ionuț "John" Covalciuc - baterie